# Cuverville-sur-Yères
Cuverville-sur-Yères és un municipi francès situat al departament del Sena Marítim i a la regió de Normandia. L'any 2007 tenia 227 habitants.

## Demografia

### Població
El 2007 la població de fet de Cuverville-sur-Yères era de 227 persones. Hi havia 75 famílies de les quals 8 eren unipersonals (8 dones vivint soles i 8 dones vivint soles), 17 parelles sense fills, 46 parelles amb fills i 4 famílies monoparentals amb fills.
La població ha evolucionat segons el següent gràfic:
Habitants censats

### Habitatges
El 2007 hi havia 102 habitatges, 77 eren l'habitatge principal de la família, 23 eren segones residències i 1 estava desocupat. Tots els 101 habitatges eren cases. Dels 77 habitatges principals, 59 estaven ocupats pels seus propietaris, 16 estaven llogats i ocupats pels llogaters i 2 estaven cedits a títol gratuït; 1 tenia dues cambres, 5 en tenien tres, 23 en tenien quatre i 47 en tenien cinc o més. 55 habitatges disposaven pel capbaix d'una plaça de pàrquing. A 27 habitatges hi havia un automòbil i a 41 n'hi havia dos o més.

### Piràmide de població
La piràmide de població per edats i sexe el 2009 era:
| Homes | Edats   | Dones |
| ----- | ------- | ----- |
| 0     | 95 o +  | 0     |
| 0     | 90 a 94 | 0     |
| 4     | 85 a 89 | 0     |
| 0     | 80 a 84 | 0     |
| 8     | 75 a 79 | 4     |
| 4     | 70 a 74 | 8     |
| 4     | 65 a 69 | 4     |
| 4     | 60 a 64 | 0     |
| 8     | 55 a 59 | 8     |
| 4     | 50 a 54 | 4     |
| 4     | 45 a 49 | 4     |
| 8     | 40 a 44 | 12    |
| 4     | 35 a 39 | 0     |
| 8     | 30 a 34 | 12    |
| 8     | 25 a 29 | 8     |
| 8     | 20 a 24 | 0     |
| 16    | 15 a 19 | 4     |
| 0     | 10 a 14 | 4     |
| 4     | 5 a 9   | 4     |
| 12    | 0 a 4   | 4     |

## Economia
El 2007 la població en edat de treballar era de 136 persones, 100 eren actives i 36 eren inactives. De les 100 persones actives 91 estaven ocupades (52 homes i 39 dones) i 9 estaven aturades (3 homes i 6 dones). De les 36 persones inactives 11 estaven jubilades, 12 estaven estudiant i 13 estaven classificades com a «altres inactius».

### Ingressos
El 2009 a Cuverville-sur-Yères hi havia 79 unitats fiscals que integraven 223 persones, la mediana anual d'ingressos fiscals per persona era de 16.675 €.

### Activitats econòmiques
Dels 3 establiments que hi havia el 2007, 1 era d'una empresa de fabricació d'altres productes industrials, 1 d'una empresa de construcció i 1 d'una empresa d'hostatgeria i restauració.
L'únic servei als particulars que hi havia el 2009 era una empresa de construcció.
L'any 2000 a Cuverville-sur-Yères hi havia 11 explotacions agrícoles que ocupaven un total de 826 hectàrees.

## Equipaments sanitaris i escolars
El 2009 hi havia una escola maternal integrada dins d'un grup escolar amb les comunes properes formant una escola dispersa.

## Poblacions més properes
El següent diagrama mostra les poblacions més properes.